# Segunda Provincial de Granada
La Segunda Provincial de Granada, es la octava categoría del sistema de Ligas de fútbol de España. Es la división inmediatamente inferior a la Primera Provincial de Granada. La Segunda Provincial de Granada se disputa desde 2002 y está organizada por la Liga Nacional de Fútbol Profesional (LFP). El actual campeón es el Motril Club de Fútbol.

## Equipos de la temporada 2013/14
- Club Deportiva Huétor Vega B
- Fútbol Club Cubillas
- Reino de Granada
- Unión Deportiva Alhameña
- Atlético Dehesas
- Unión Deportiva Beiro
- Dehesas de Guadíx
- Club Deportivo Huéscar
- Otura Atlético
- Darro Club de Fútbol 1985
- Nívar Club Deportivo
- Píñar Club de Fútbol

## Historia
La Liga de Segunda Provincial de Granada se puso en marcha en la temporada 2002/03. En su primera edición participaron los siguientes clubes: Chana B, Dúrcal, Club del Campo, Zaidín San Pío, Otura C.F., Alhendín C.F., Escóznar, Alamedilla, Zaidín C.F., Gójar, Deifontes- BP Neveros, C.D. Montejícar, Beas Granada, Numancia, La Calleja, Guadahortuna, Rayo Universidad y Moraleda.
- Datos: Q16629777